# Malone (villa)
Malone es una villa ubicada en el condado de Franklin en el estado estadounidense de Nueva York. En el año 2000 tenía una población de 6,075 habitantes y una densidad poblacional de 741 personas por km². Malone es también la sede de condado del condado de Franklin.

## Geografía
Malone se encuentra ubicada en las coordenadas 44°55′33″N 74°4′42″O / 44.92583, -74.07833.

## Demografía
Según la Oficina del Censo en 2000 los ingresos medios por hogar en la localidad eran de $25,200, y los ingresos medios por familia eran $35,077. Los hombres tenían unos ingresos medios de $29,200 frente a los $20,163 para las mujeres. La renta per cápita para la localidad era de $15,960. Alrededor del 16.4% de la población estaban por debajo del umbral de pobreza.